# I Am Frankie
I Am Frankie (conocida en España como Frankie) es una serie de televisión estadounidense (adaptación de la serie colombiana Yo Soy Franky) de drama creada por Marcela Citterio se estrenó oficialmente en Nickelodeon el 11 de septiembre de 2017. Es protagonizada por Alex Hook.

## Sinopsis
Frankie Gaines, puede parecer sólo una adolescente más, pero esconde un secreto: en realidad es un androide experimental de la más alta tecnología, y debe esconder su verdadera identidad para evitar ser rastreada y llevada por la compañía del mal EGG Labs. A pesar de que Frankie estudia en una escuela normal, nadie más allá de su familia debe saber su secreto. Pero si se mantiene fuera del radar se vuelve más complicado cuando empieza a hacer amigos y desarrolla sentimientos por un chico humano.

## Personajes
| Interpretado por           | Personaje                | Temporada                           | Temporada                           |                 |
| Interpretado por           | Personaje                | 1                                   | 2                                   |                 |
| -------------------------- | ------------------------ | ----------------------------------- | ----------------------------------- | --------------- |
| Alex Hook                  | Frankie Gaines           | Protagonista                        | Protagonista                        |                 |
| Uriel Baldesco             | Lucia                    | Antagonista                         | Co-Protagonista                     |                 |
| Armani Barrett             | Bryron                   | Co-protagonista                     |                                     |                 |
| Kristi Beckett             | Makayla                  | Antagonista                         | Co-Protagonista                     |                 |
| Kyson Facer                | Andrew                   | Antagonista Secundario              | Co-Protagonista                     | Co-Protagonista |
| Sophia Forest              | Jenny Gaines             | Estelar                             | Estelar                             |                 |
| Mohana Krishnan            | Tammy                    | Antagonista Principal               | Antagonista Principal               |                 |
| Jayce Mroz                 | Robbie                   | Secundario                          |                                     |                 |
| Nicole Alyse Nelson        | Dayton Reyes             | Co-Protagonista                     | Co-Protagonista                     |                 |
| Carson Rowland             | Cole Reyes               | Co-Protagonista                     | Co-Protagonista                     |                 |
| J.D. Ballard / Jim Ballard | Mr. Kingston / Tom Reyes | Antagonista Estelar/Co-Protagonista | Antagonista Estelar/Co-Protagonista |                 |
| Todd Allen Durkin          | James Peters             | Antagonista                         | Antagonista                         |                 |
| Joy Kigin                  | Ms. Hough                | Secundario                          | Secundario                          |                 |
| Michael Laurino            | Will Gaines              | Estelar                             | Estelar                             |                 |
| Carrie Schroeder           | Sigourney Gaines         | Estelar                             | Estelar                             |                 |
| Mark Jacobson              | PEGS1                    | Antagonista Estelar                 |                                     |                 |
| Amina Alzouma              | Rachel                   |                                     | Co-Protagonista                     |                 |
| Zachary S. Williams        | Zane                     |                                     | Co-Protagonista                     |                 |
| Tommi Rose                 | Simone                   |                                     | Co-Protagonista                     |                 |
| Jayme Lake                 | Cynthia                  |                                     | Antagonista Estelar                 |                 |
| Ashton Heathcoat           | Beto                     |                                     | Secundario                          |                 |

## Episodios
| Temporada | Temporada | Episodios | Estreno en Estados Unidos | Estreno en Estados Unidos | Estreno en España       | Estreno en España        | Estreno en Latinoamérica | Estreno en Latinoamérica |
| Temporada | Temporada | Episodios | Estreno                   | Final                     | Estreno                 | Final                    | Estreno                  | Final                    |
| --------- | --------- | --------- | ------------------------- | ------------------------- | ----------------------- | ------------------------ | ------------------------ | ------------------------ |
|           | Piloto    | Piloto    | 4 de septiembre de 2017   | 4 de septiembre de 2017   | 3 de septiembre de 2018 | 3 de septiembre de 2018  | 5 de agosto de 2019      | 5 de agosto de 2019      |
|           | 1         | 19        | 11 de septiembre de 2017  | 6 de octubre de 2017      | 4 de septiembre de 2018 | 28 de septiembre de 2018 | 6 de agosto de 2019      | 30 de agosto de 2019     |
|           | Especial  | Especial  | 29 de septiembre de 2018  | 29 de septiembre de 2018  | TBA                     | TBA                      | 24 de agosto de 2019     | 24 de agosto de 2019     |
|           | 2         | 21        | 11 de agosto de 2018      | 4 de octubre de 2018      | 2 de septiembre de 2019 | 30 de septiembre de 2019 | 31 de agosto de 2019     | 27 de septiembre de 2019 |

## Producción
El 20 de enero de 2016, Nickelodeon anunció que se le dio luz verde a I Am Frankie como serie con su primera temporada de 20 episodios. Es la primera serie global producida en el estudio Viacom International Studio en Miami, Florida. La serie fue originalmente producida como Yo soy Franky por Nickelodeon Latinoamérica en Colombia y Catharina Ledeboer, quien trabajó anteriormente en Every Witch Way y Talia in the Kitchen, estará adaptando la serie al inglés para audiencias globales. El rodaje inició en enero de 2017 y acabó en marzo del mismo año. La serie se estrenó oficialmente el 11 de septiembre de 2017. después de un adelanto especial saliera al aire el 4 de septiembre de 2017. El primer episodio está disponible en la plataforma de streaming de Nickelodeon desde el 21 de agosto de 2017.
El 13 de noviembre de 2017, Nickelodeon anunció que la serie fue renovada para una segunda temporada. El rodaje de la segunda temporada comenzó el 5 de marzo de 2018. La temporada fue emitida entre el 11 de agosto y 6 de octubre de 2018.

## Diferencias con la versión original
A continuación se detallan algunas diferencias que la serie tiene con respecto a su versión original de Colombia. Cuando se hable del protagónico, entiéndase por Franky (versión original) y Frankie (versión estadounidense).

- Frankie tiene el puerto USB en su cuello, a diferencia de la versión original quien tiene puertos en cada una de las puntas de los dedos. Curiosamente este hecho, es tomado después, pero para los androides previamente fabricados por Sigourney, como es el caso de Eliza.
- En la versión americana, los Gaines se mudan debido a que Sigourney debe proteger a Frankie de E.G.G y WARPA, en la versión original los Andrade se mudan, pero no para esconderse.
- Los Andrade se mudan a un apartamento en un edificio donde vive Paul Mejía, compañero de Sofía. En el re-make, James Peters, amigo de Sigourney, les ayuda a moverse a la misma ciudad que él, pero no cerca de donde vive y menos a un departamento.
- Sofía se mantiene trabajando para E.G.G Enterprises, mientras que Sigourney debe dejar la empresa para poner a salvo a Frankie.
- En I Am Frankie, solo el padre de Cole y Dayton es visto, resultando ser Kingston de E.G.G, a diferencia de su madre que solo es mencionada. En Yo Soy Franky, es al revés, la madre de Cristian y Delfina, Margarita, es vista en escena a diferencia de su padre, esta es dueña de un Cibercafé.
- En Yo Soy Franky, Tamara siempre es vista estar acompañada de Ivan, a diferencia de Tammy, quién siempre está con Lucia y Makayla.
- Delfina sabe que Franky es un robot debido a que escucha a Sofía y Wilson hablar sobre ella cuando se le descarga la batería, contrario a Dayton que conoce el secreto de Frankie al verla conectarse a su puerto para cargar su batería en la escuela.
- Delfina y Franky se conocen varios capítulos después y se hacen mejores amigas hasta que Delfina conoce el secreto de Franky, contrario a Dayton y Frankie, que se hacen mejores amigas casi al instante, además de ir en el mismo salón de clases, esto último no ocurre en la versión original.
- Clara, la hija de Sofía y Wilson, tiene un mejor amigo que va en su clase, Benjamín, quién resulta ser el hermano de Tamara. En la versión estadounidense, Jenny no tiene mejor amigo, así como Tammy no tiene hermano menor.
- Franky hace un robot en el 2035 conocida como Luz, cuyo nombre verdadero es Sofía, se podría suponer que en I Am Frankie ese rol lo asume Simone, al recibir órdenes de un jefe desconocido (Dominus en la versión original), también se podría especular que viene del futuro para separar a Frankie de Cole y que su verdadero nombre podría ser Sigourney. Esto nunca es sabido por la cancelación de la tercera temporada.
- En Yo Soy Frankie, Charlie (el jefe de Sofía y Paul) hace clones de Franky y Robbie que se vuelven malvados, esto sería retomado en I Am Frankie, pero solo con Frankie y el clon malvado sería uno de los prototipos anteriormente creados por Sigourney.